# Cyclosa meruensis
Cyclosa meruensis är en spindelart som beskrevs av Albert Tullgren 1910. Cyclosa meruensis ingår i släktet Cyclosa och familjen hjulspindlar. Inga underarter finns listade i Catalogue of Life.